# イイススの祈り

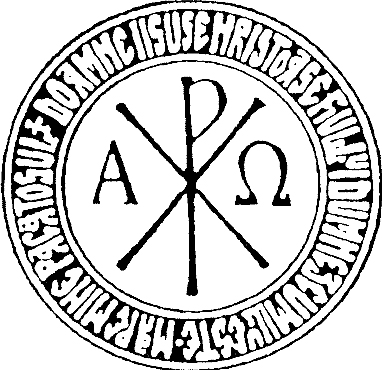
ラバルムを中心に、ルーマニア語でイイススの祈りが回りに書かれた画像。"Doamne Iisuse Hristoase, Fiul lui Dumnezeu, miluieste-ma pe mine pacatosul."

イイススの祈り（イイススのいのり）とは、正教会で用いられる祈り・祈祷文。「イイスス」とは「イエス」の中世以降のギリシャ語、および教会スラヴ語からの日本正教会による転写である。「イエスの祈り」とも表記される。
この祈りは「イエスの御名の祈り」、「心の祈り」、「イエスへの祈り」、「イエススの祈り」とも呼ばれる。
イイススの祈りは、4世紀のエジプトの修道士の祈りにもルーツがあるとされる。
イイススの祈りは、繰り返し唱えて用いられる。修道生活の中心にあるともされるが、一般の正教徒にも唱える事が奨められている。イイススの祈りの短縮版である「主、憐れめよ」（ギリシャ語ではキリエ・エレイソン）は、連祷をはじめとして公祈祷・私祈祷の別無く最も用いられる祈りとなっている。イエススの祈りを唱える際に、ある種の呼吸法や体位法といった心身技法が行われるようになり、14世紀のアトスの修道者たちの中で発生した心身技法を伴うイエススの祈りと、それを通して神の光を見ることができるという主張と普及、これを基礎づけるグレゴリオス・パラマスらの文献はヘシュカズム（静寂主義）と呼ばれる。心身技法は、徹底的内的静寂の実現のために行われた。

## 形式と意義
イイススの祈りは短い祈願文である。これを繰り返し唱える。
祈祷文はイイスス・ハリストス（イエス・キリストの現代ギリシャ語・教会スラヴ語読み）に呼びかける形となっている。人間としての名であるイイススという名前を以て呼びかけの対象を明確にし、ハリストスという称号を以て「イイススがハリストスである」という信仰を言い表している。名前が機密的な力を持つものとして正教会では捉えられており、「名前を用いることで、その名のペルソナを実在させる」（カリストス・ウェア）と言われる。自分のために変容し、十字架にかけられ、復活し、常に自分と共に居るイイスス・ハリストスに対し、我が主よ、我が救いよ、呼びかける。
イイススの祈りはイイスス・ハリストスへの祈りと同時に至聖三者への祈りでもある。イイスス・ハリストスを「神の子」として、至聖三者の第一位としての神父（かみちち）に言及し、聖神（聖霊）の助けを得て祈る事で聖神にも言及している。聖神の助けを得てイイススに祈る事については聖書の以下の箇所が根拠とされる。
また、「主」「神の子」と呼びかけることでイイスス・ハリストスの神性が現され、「イイスス」という人間としての名を呼ぶ事で人性が表されてもいる。
ロシアの『無名の巡礼者の手記』によれば、イイススの祈りには福音書全体が含まれて居るともされている。敬拝と痛悔、光栄と赦しという要素が含まれており、神による救いと憐みを臨在させるとされる。
イイススの祈りはこのように、至聖三者に対する呼びかけを伴う信仰告白であり、神への祈願である。単に気持ちを集中させたり気持ちをリラックスさせたりするためのテクニックではない。

## 各国語祈祷文
並び順は日本語・ギリシャ語・教会スラヴ語を除き、ISO 639による言語コード順。
- 日本語: 主イイスス・ハリストス、神の子よ、我、罪人を憐れみ給え。

　　　　　　　　　又は、主イエス・キリストよ、罪人なる我を憐れみ給え。
　　　　　　　　　もしくは短縮形、主イエス・キリストよ、われを憐れみ給え。
- ギリシア語: Κύριε Ἰησοῦ Χριστέ, Υἱέ τοῦ Θεοῦ, ἐλέησόν με τὸν ἁμαρτωλόν（女性が祈る場合はτὴν ἁμαρτωλόνと言い換える)
- 教会スラヴ語: Господи Ісусе Христе Сыне Божїй помилѹй мѧ грѣшнаго.（女性が祈る場合は女性名詞грѣшнѹюと言い換える）
- アラビア語: أيها الرب يسوع المسيح ابن الله, إرحمني أنا الخاطئAyyuha-r-Rabbu Yasū` al-Masīħ, Ibnu-l-Lāh, irħamnī ana-l-khāti'（女性が祈る場合は女性名詞ana-l-khāti'aと言い換える）
- ブルガリア語: Господи Иисусе Христе, Сине Божий, помилвай мен грешника.
- チェコ語: Pane Ježíši Kriste, Syne Boží, smiluj se nade mnou hříšným.
- 英語: Lord Jesus Christ, Son of God, have mercy on me, a sinner.
  - 短縮形: Lord have mercy.
- フィンランド語: Herra Jeesus Kristus, Jumalan Poika, armahda minua syntistä.
- ハンガリー語: Uram Jézus Krisztus, Isten Fia, könyörülj rajtam, bűnösön!
- グルジア語: უფალო იესუ ქრისტე, ძეო ღმრთისაო, შემიწყალე მე ცოდვილი.
- 朝鮮語: 주 예수 그리스도, 하느님의 아들이시여, 이 죄인을 불쌍히 여기소서.
- ラテン語: Domine Iesu Christe, Fili Dei, miserere mei, peccatoris.（女性が祈る場合は女性名詞peccatricisと言い換える)
- マルタ語: Mulej Ġesù Kristu, Iben ta’ Alla l-ħaj, ikollok ħniena minni, midneb.
- オランダ語: Heer Jezus Christus, Zoon van God, ontferm U over mij, zondaar.
- ポーランド語: Panie Jezu Chryste, Synu Boga, zmiłuj się nade mną, grzesznikiem.
- ルーマニア語: Doamne Iisuse Hristoase, Fiul lui Dumnezeu, miluieşte-mă pe mine păcătosul.（女性が祈る場合は女性名詞păcătoasaと言い換える)
- ロシア語: Господи Иисусе Христе, Сыне Божий, помилуй мя грешнаго.（女性が祈る場合は女性名詞грешнуюと言い換える）
  - 短縮形: Господи, помилуй.
- ロシア語: 古儀式派:　Господи Исусе Христе, Сыне Божий, помилуй мя грешнаго.（女性が祈る場合は女性名詞грешнуюと言い換える）
  - 短縮形: Господи, помилуй.
- セルビア語: Господе Исусе Христе, Сине Божји, помилуј ме грешног. (Gospode Isuse Hriste, Sine Božiji, pomiluj me grešnog.)
- スロバキア語: Pane Ježišu Kriste, Synu Boží, zmiluj sa nado mnou hriešnym.
- ウクライナ語: Господи Ісусе Христе, Сину Божий, помилуй мене грішного.（女性が祈る場合は女性名詞грішнуと言い換える）
  - 短縮形: Господи, помилуй